# Mark Anthony (judoka)
Mark Anthony (ur. 13 października 1989) – australijski judoka. Dwukrotny olimpijczyk. Zajął siódme miejsce w Londynie 2012 i 21. w Pekinie 2008. Walczył w wadze półśredniej i średniej.
Uczestnik mistrzostw świata w 2009, 2010, 2011 i 2013. Startował w Pucharze Świata w latach 2009-2013. Piąty na igrzyskach Wspólnoty Narodów w 2014. Zdobył sześć medali mistrzostw Oceanii w latach 2008 - 2014. Mistrz Australii w 2008, 2010, 2012 i 2013 roku.

## Letnie Igrzyska Olimpijskie 2008
| Konkurencja | Eliminacje           | Klas. końcowa |
| Konkurencja | Przeciwnik I         | Miejsce       |
| ----------- | -------------------- | ------------- |
| 81 kg       | Mario Valles (COL) P | 21.           |

## Letnie Igrzyska Olimpijskie 2012
| Konkurencja | Eliminacje                  | Eliminacje             | Repasaże              | Klas. końcowa |
| Konkurencja | Przeciwnik I                | 1/4                    | Przeciwnik I          | Miejsce       |
| ----------- | --------------------------- | ---------------------- | --------------------- | ------------- |
| 90 kg       | Warlam Liparteliani (GEO) Z | Asley González (CUB) P | Ilias Iliadis (GRE) P | 7.            |